# Mikal Bridges
Mikal Bridges (Filadelfia, Pensilvania, 30 de agosto de 1996) es un baloncestista estadounidense que pertenece a la plantilla de los New York Knicks de la NBA. Con 1,98 metros de estatura, juega en la posición de alero.

## Trayectoria deportiva

### Primeros años
Jugó durante su etapa de instituto en el Great Valley High School de Malvern (Pensilvania), donde en su temporada sénior promedió 18,5 puntos, 7,2 rebotes, 2,4 asistencias, 2,4 tapones y 1,6 robos de balón. Ese año fue nombrado Philadelphia Inquirer's All-Southeastern Pa. y posicionado como el 82.º mejor jugador del país por ESPNU, y en junio de 2013 se comprometió a seguir sus estudios en la Universidad de Villanova.

### Universidad

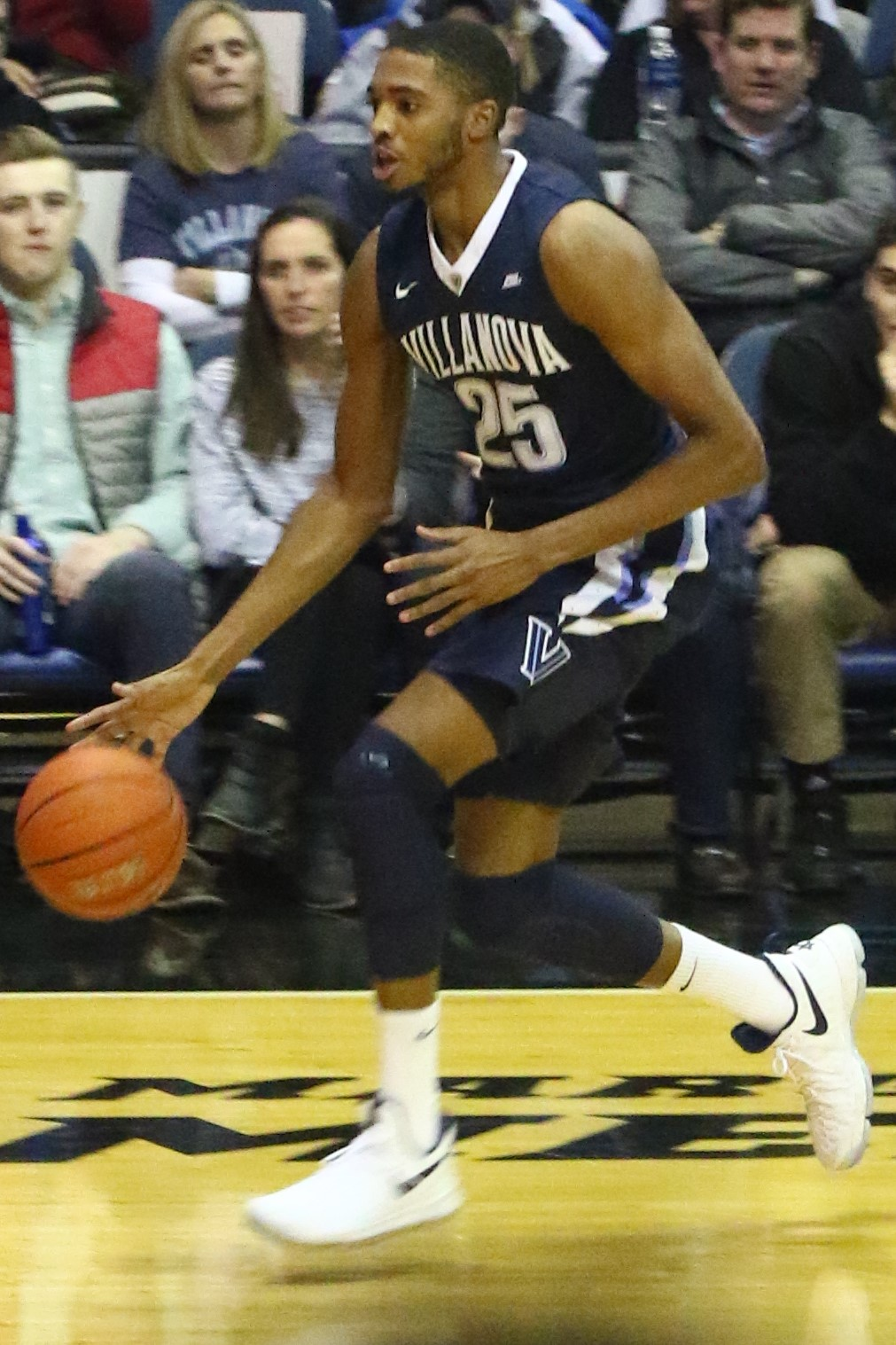
Bridges con Villanova en 2017.

Jugó cuatro temporadas con los Wildcats de la Universidad de Villanova, en las que promedió 11,3 puntos, 4,3 rebotes, 1,6 asistencias y 1,4 robos de balón por partido. En su última temporada fue incluido en el mejor quinteto de la Big East Conference, mientras que en 2017 fue elegido mejor jugador defensivo de la conferencia. En 2018 fue elegido además en el tercer quinteto All-America para AP, SN y la NABC.
Fue además galardonado con el Premio Julius Erving al mejor alero de la División I de la NCAA.

#### Estadísticas
| Año     | Equipo    | PJ  | PT | MPP  | %TC  | %3P  | %TL  | RPP | APP | ROB | TPP | PPP  |
| ------- | --------- | --- | -- | ---- | ---- | ---- | ---- | --- | --- | --- | --- | ---- |
| 2015–16 | Villanova | 40  | 0  | 20.3 | .521 | .299 | .787 | 3.2 | .9  | 1.1 | .7  | 6.4  |
| 2016–17 | Villanova | 36  | 33 | 29.8 | .549 | .393 | .911 | 4.6 | 2.0 | 1.7 | .9  | 9.8  |
| 2017–18 | Villanova | 40  | 40 | 32.2 | .514 | .435 | .851 | 5.3 | 1.9 | 1.5 | 1.1 | 17.7 |
| Total   | Total     | 116 | 73 | 27.3 | .525 | .400 | .845 | 4.3 | 1.6 | 1.4 | .9  | 11.3 |

### Profesional
Fue elegido en la décima posición del Draft de la NBA de 2018 por los Philadelphia 76ers, pero fue traspasado esa misma noche a los Phoenix Suns.
El 17 de octubre de 2021, acuerda una extensión de su contrato con los Suns, por 4 años y $90 millones. Al término de su cuarta temporada en Phoenix fue incluido en el mejor quinteto defensivo de la liga.
Durante su quinta temporada en Phoenix, el 8 de febrero de 2023 es traspasado, junto a Cam Johnson y Jae Crowder, a Brooklyn Nets a cambio de Kevin Durant y T. J. Warren. El 15 de febrero consigue la máxima anotación de su carrera con 45 puntos ante Miami Heat. El 31 de marzo anota 42 puntos ante Atlanta Hawks. No se perdió ningún encuentro esa temporada, disputando 83 partidos, convirtiéndose en uno de los 42 jugadores en toda la historia que disputan más de los 82 encuentros, y siendo el jugador que más minutos disputó esa temporada (2963).
En su segunda temporada en Brooklyn, el 22 de noviembre de 2023 anota 45 puntos y captura 10 rebotes ante Atlanta Hawks. El 2 de diciembre anota 42 ante Orlando Magic. El 7 de enero de 2024 consigue 42 puntos ante Portland Trail Blazers.
El 25 de junio de 2024 es traspasado a New York Knicks, a cambio de Bojan Bogdanović y cinco primeras rondas de draft. El 25 de diciembre de 2024 anota 41 puntos ante San Antonio Spurs. El 12 de marzo de 2025 consigue la canasta ganadora sobre la bocina ante Portland Trail Blazers.
El 1 de agosto de 2025 acuerda una extensión de contrato con los Knicks por cuatro años y $150 millones.

### Selección nacional
Durante agosto y septiembre de 2023 fue integrante de la selección de Estados Unidos que participó en el Mundial de 2023 celebrado en Asia, y que finalizó en cuarto lugar, tras perder la final de consolación ante Canadá.

## Estadísticas de su carrera en la NBA
|  | Líder de la liga |

### Temporada regular
| Año     | Equipo   | PJ  | PT  | MPP  | %TC  | %3P  | %TL  | RPP | APP | ROB | TPP | PPP  |
| ------- | -------- | --- | --- | ---- | ---- | ---- | ---- | --- | --- | --- | --- | ---- |
| 2018-19 | Phoenix  | 82  | 56  | 29.5 | .430 | .335 | .805 | 3.2 | 2.1 | 1.6 | .5  | 8.3  |
| 2019-20 | Phoenix  | 73  | 32  | 28.0 | .510 | .361 | .844 | 4.0 | 1.8 | 1.4 | .6  | 9.1  |
| 2020-21 | Phoenix  | 72  | 72  | 32.6 | .543 | .425 | .840 | 4.3 | 2.1 | 1.1 | .9  | 13.5 |
| 2021-22 | Phoenix  | 82  | 82  | 34.8 | .534 | .369 | .834 | 4.2 | 2.3 | 1.2 | .4  | 14.2 |
| 2022-23 | Phoenix  | 56  | 56  | 36.4 | .463 | .387 | .897 | 4.3 | 3.6 | 1.2 | .8  | 17.2 |
| 2022-23 | Brooklyn | 27  | 27  | 34.2 | .475 | .376 | .894 | 4.5 | 2.7 | 1.0 | .6  | 26.1 |
| 2023-24 | Brooklyn | 82  | 82  | 34.8 | .436 | .372 | .814 | 4.5 | 3.6 | 1.0 | .4  | 19.6 |
| 2024-25 | New York | 82  | 82  | 37.0 | .500 | .354 | .814 | 3.2 | 3.7 | .9  | .5  | 17.6 |
| Total   | Total    | 556 | 489 | 33.3 | .484 | .371 | .843 | 4.0 | 2.7 | 1.2 | .6  | 14.8 |

### Playoffs
| Año   | Equipo   | PJ | PT | MPP  | %TC  | %3P  | %TL  | RPP | APP | ROB | TPP | PPP  |
| ----- | -------- | -- | -- | ---- | ---- | ---- | ---- | --- | --- | --- | --- | ---- |
| 2021  | Phoenix  | 22 | 22 | 32.1 | .484 | .368 | .893 | 4.3 | 1.6 | 1.0 | .7  | 11.1 |
| 2022  | Phoenix  | 13 | 13 | 38.5 | .478 | .394 | .933 | 4.7 | 2.8 | 1.1 | 1.0 | 13.3 |
| 2023  | Brooklyn | 4  | 4  | 39.4 | .429 | .400 | .783 | 5.3 | 4.0 | .5  | .5  | 23.5 |
| 2025  | New York | 18 | 18 | 39.2 | .456 | .333 | .750 | 4.5 | 2.9 | 1.7 | .9  | 15.6 |
| Total | Total    | 57 | 57 | 36.3 | .466 | .363 | .856 | 4.5 | 2.5 | 1.2 | .8  | 13.9 |